# Jan Chrystian Kamsetzer

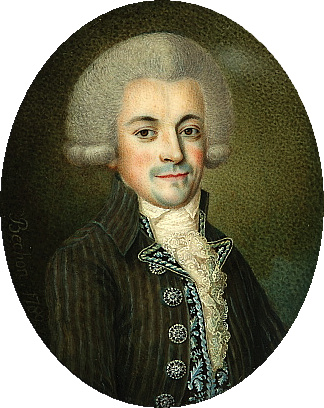
Kamsetzer

Johann Christian Kammsetzer of Jan Chrystian Kamsetzer (Dresden, 1753 – Warschau, 25 november 1795) was een Duits-Poolse architect geboren in het Saksische Dresden. Hij was voornamelijk werkzaam in Polen-Litouwen.

## Biografie
Kamsetzer heeft gestudeerd aan de Hogeschool voor Beeldende Kunst in 1771. Vanaf 1773 was hij werkzaam voor koning Stanislaus August Poniatowski van Polen. Samen met Johann Christian Schuch en Domenico Merlini, was hij werkzaam aan het Łazienkipaleis in Warschau.
Hij heeft voor Raczyński gewerkt aan het Raczyńskipaleis in Rogalin. Tevens was hij werkzaam voor Ludwik Tyszkiewicz aan het Tyszkiewiczpaleis in Warschau.
- Bibliothèque nationale de France: cb166755780 (data)
- Gemeinsame Normdatei: 129630942
- International Standard Name Identifier: 0000 0000 6684 5795
- Library of Congress Control Number: n79013384
- Nationale Bibliotheek van Tsjechië: jo2016897568
- RKD-Nederlands Instituut voor Kunstgeschiedenis: 43420
- Union List of Artist Names: 500014880
- Virtual International Authority File: 77398998
- WorldCat: E39PBJvhkVmGGQPtYMMkp9b68C